# Kanton Champs-sur-Tarentaine-Marchal
Kanton Champs-sur-Tarentaine-Marchal (fr. Canton de Champs-sur-Tarentaine-Marchal) je francouzský kanton v departementu Cantal v regionu Auvergne. Tvoří ho čtyři obce.

## Obce kantonu
- Beaulieu
- Champs-sur-Tarentaine-Marchal
- Lanobre
- Trémouille